# Anaulacodesmus insulanum
Anaulacodesmus insulanum är en mångfotingart som först beskrevs av Karl Wilhelm Verhoeff.  Anaulacodesmus insulanum ingår i släktet Anaulacodesmus och familjen orangeridubbelfotingar. Inga underarter finns listade i Catalogue of Life.